# Litobrenthia grammodes
Litobrenthia grammodes är en fjärilsart som beskrevs av Diakonoff 1979. Litobrenthia grammodes ingår i släktet Litobrenthia och familjen gnidmalar. Inga underarter finns listade i Catalogue of Life.